# Бужок (річка)
Бужо́к (Божок) — річка в Україні, в межах Хмельницького району Хмельницької області. Ліва притока Південного Бугу (басейн Чорного моря).

## Опис
Довжина 78 км. Площа водозбірного басейну 704 км². Похил річки 0,8 м/км. Долина трапецієподібна, завширшки до 3 км, завглибшки до 30 м. Річище завширшки до 10 м. Використовується в агропромислових потребах. Вздовж берегів річки створюють водоохоронні смуги. У середній і нижній течії водостік зарегульований кількома водоймами (водосховищами), найбільша із них Новоставці, завдовжки до 14 км, з максимальною шириною 2,5 км.

## Розташування
Бужок бере початок за 2 км на південний схід від села Попівці Волочиського району. Тече на схід і південний схід. Впадає до Південного Бугу біля східної околиці селище Меджибіж.

## Притоки
Річка Бужок має більше двох сотень невеликих приток, загальною довжиною 498 км.

### Праві
- Річка без назви — бере початок у селі Велика Калинівка. Тече переважно на північний схід і у Заруддя впадає у Бужок. Населені пункти вздовж берегової смуги: Климашівка. Довжина річки 11 км, площа басейну водозбору 32,7 км².[1]
- Гулянка,
- Гнила.

### Ліві
- Річка без назви — бере початок на південно-східній стороні від села Чепелівка. Тече переважно на південний схід через Воскодавинці і у селі Хотьківці впадає у Бужок. Населені пункти вздовж берегової смуги: Митинці. Довжина річки 12 км, площа басейну водозбору 34,7 км²[2]

- Річка без назви — бере початок на північній околиці села Западинці. Тече переважно на південний схід через Баглайки, Веселівку і на південно-західній строрні від села Пашутинці впадає у Бужок. Довжина річки 10 км, площа басейну водозбору 32,8 км²[3]

- Зобара

- Медведка — бере початок на південному сході від села Сковородки. Тече переважно на південний схід через Гнатівці і впадає у Бужок між селами Моломолинці та Митківці. Довжина річки 11 км, площа басейну водозбору 36 км²[4]

- Річка без назви — бере початок на південно-західній стороні від села Карпівців. Тече переважно на південний захід через Волосівці і у селі Митківці впадає у Бужок. Довжина річки 11 км, площа басейну водозбору 43,9 км²[5]. У селі Волосівці річку перетинає автошлях Т 2326.

- Річка без назви — бере початок на південно-східній стороні від села Волосівці. Тече переважно на південний схід і на північно-західній околиці села Ставниця впадає у Бужок. Довжина річки 11 км, площа басейну водозбору 43,9  км²[6]. Населені пункти вздовж берегової смуги: Митківці, Шрубків. Біля витоку річки пролягає автошлях Т 2326.

## Населені пункти
Над річкою розташовані такі села, смт, міста (від витоків до гирла): Березина, Личівка, Копачівка Друга, Трудове, Говори, Глібки, Польові Гринівці, Писарівка, Марківці, Миколаїв, Котюржинці, Везденьки, Малі Орлинці, Митинці, Хотьківці, Вереміївка, Заруддя, Западинці, Веселівка, Берегелі, Пашутинці, Моломолинці, Редвинці, Митківці, Ярославка, Ставниця, Меджибіж.

## Цікаві факти
- Річка є межею між історичними областями Волинню і Поділлям.
- У долині річки розташований Моломолинцівський гідрологічний заказник.